# Pietro Leoni
Pietro Leoni - né à Premilcuore (Italie), le ? janvier 1909, et mort à Montréal (Canada), le 26 juillet 1995) - est un prêtre jésuite et un missionnaire catholique italien.

## Biographie
Le Père Leoni (nommé dans les documents soviétiques Петр Ангелович Леони, Piotr Anguelovitch Leoni), né dans une famille d'origine modeste, entré au séminaire en 1922, devient membre  de la Compagnie de Jésus  en 1927. Il étudie à Rome à l’Université grégorienne et en 1934 entre au Collège Russicum. Il est ordonné prêtre de rite oriental et de rite latin en 1939.
Ainsi que d’autres élèves du Collège Russicum, il accepte l’invitation d'aller en URSS comme missionnaire. Durant l’été 1940, il s’engage comme aumônier militaire dans les forces armées italiennes, alliées du Troisième Reich, et arrive en URSS avec l’invasion des troupes italiennes et allemandes. Il est engagé dans les hôpitaux militaires et dans la paroisse de Dniepropetrovsk.
En 1943, retourné en Italie avec les troupes retirées du front, il est envoyé  en Ukraine comme prêtre  pour les communautés catholiques de rite oriental et de rite latin d’Odessa : dans la paroisse Saint-Pierre, il travaille avec le Français, le P. Judicaël Nicolas,.
En 1944, en dépit de l'évacuation du clergé catholique à cause de la persécution antireligieuse communiste, il reste avec le P. Nicolas à Odessa.
Le 29 avril 1945, le P. Leoni est arrêté par le NKVD, transféré à la Loubianka et plus tard aux prisons de Lefortovo et Boutyrka. Il est interrogé et torturé, mais il ne dit pas les noms des autres prêtres catholiques  en Union soviétique,.
Le 12 novembre 1945, il est condamné à 10 ans de travaux forcés pour « espionnage » et « propagande » antisoviétique aux titres des articles 58-6 et 58-10 du code pénal (ru) de la RSFSR. Le 15 juin 1947, il est condamné à la 25 ans de travaux forcés (la peine maximale en Union soviétique depuis l'abolition de la peine de mort (en) le mois précédent) pour « insurrection armée », « propagande » antisoviétique et complot contre-révolutionnaire aux titres des articles 58-2, 58-10 et 58-11 du code pénal de la RSFSR. Il est cependant acquitté de l'accusation de « non-dénonciation de crime contre-révolutionnaire » (article 58-12 du code pénal de la RSFSR), créant ainsi une situation paradoxale où le tribunal affirme qu'il a planifié un complot sans avoir connaissance de ce dernier. En l'espace d'une décennie, il est incarcéré successivement au Temlag (Mordovie), au Doubravlag (Mordovie), au Vorkoutlag (Oural) et à Pot'ma (en) (Mordovie).
Grâce à des appuis diplomatiques il est libéré le 2 mai 1955 et remis à l'ambassade d'Italie à Vienne (it) le 17 mai 1955. 
Rentré en Italie, il publie en 1959 un livre souvenir (Spia del Vaticano!), dans lequel il décrit la détention dans les goulags, les efforts d'évangélisation de l'URSS et son accusation d'espionnage.
Dans la même année, il est envoyé auprès des communautés des émigrés russes au Canada.